# Painel
Painel es un municipio brasileño del estado de Santa Catarina. Tiene una población estimada al 2021 de 2 352 habitantes.

## Historia
Existen registros de primeros asentamientos en el territorio de 1768 por el capitán Joaquim José Pereira, donde la localidad era conocida como Quarteirão do Portão. En 1885, adoptó el nombre de Painel. Se emancipó el 7 de agosto de 1994.